# Катарач (Пышминский муниципальный округ)
Катарач — деревня в Пышминском городском округе Свердловской области России.

## Географическое положение
Деревня Катарач муниципального образования «Пышминский городской округ» Свердловской области расположена в 7 километрах (по автотрассе в 8 километрах) к северу от посёлка Пышма, на обоих берегах реки Катарач (левого притока реки Юрмач).

## Население
| 2002 | 2010 | 2021 |
| ---- | ---- | ---- |
| 149  | ↘103 | ↗105 |